# Transuse
Transuse ist ein deutsches Schimpfwort für eine (geistig) langsame, langweilige Person, auch eine schwerfällige, unbeholfene, faule und unordentliche Frau, oder auch für ein „geistig beschränktes, stilles Mädchen“.

## Wortherkunft
Das Wort erscheint in der ersten Hälfte des 19. Jahrhunderts und spricht vor allem „von weiblichen Wesen, aber auch Männern“ als schwerfällige, begriffsstutzige Menschen. Es setzt sich zusammen aus Tran (ausgelassenes Fett von Seetieren, und nach einer mundartlichen Bedeutung auch „Tropfen Alkohol“, von dem man bekanntlich schläfrig wird) und Suse, der Kurzform des weiblichen Vornamens Susanne. Tran wurde auch als Lampenöl verwendet, und die trüb brennende Tranlampe wurde zur „Schelte eines wenig hellen Menschen“ und führte zur Bildung weiterer obersächsischer Ausdrücke wie Trantute, Tranhanne, Tranfritze u. a., die sämtlich zur Bezeichnung schläfriger Menschen dienten, am bekanntesten aber ist Transuse. Die abwertende Kurzform Suse ist wohl erst im 19. Jh. von Susanne gebildet worden, für eine „gutmütige, weichliche Person“.
Nach Theodor Imme (1847–1921) war Transuse (genauso wie Trantute, Tranlampe, Tranfunzel) auch ein Soldatenwort für geistig schwerfällige Menschen, die gerade beim Militär schlecht anlaufen.